# Utricularia terrae-reginae
Utricularia terrae-reginae är en tätörtsväxtart som beskrevs av Peter Geoffrey Taylor. Utricularia terrae-reginae ingår i släktet bläddror, och familjen tätörtsväxter. Inga underarter finns listade i Catalogue of Life.